# Ewa Łupikasza
Ewa Bożena Łupikasza – polska geograf, klimatolog, dr hab. nauk o Ziemi, profesor nadzwyczajny i dyrektor  Instytutu Nauk o Ziemi Wydziału Nauk Przyrodniczych Uniwersytetu Śląskiego w Katowicach.

## Życiorys
W 1996 ukończyła studia geograficzne na Uniwersytecie Śląskim w Katowicach, 19 grudnia 2000 obroniła pracę doktorską Zmienność rocznego przebiegu opadów w Europie w XX wieku, 11 marca 2014 habilitowała się na podstawie dorobku naukowego i pracy zatytułowanej Typy genetyczne opadów ekstremalnych w Europie oraz ich uwarunkowania synoptyczne (1951-2008).
Została zatrudniona na stanowisku adiunkta w Katedrze Klimatologii na Wydziale Nauk o Ziemi Uniwersytetu Śląskiego, oraz profesora nadzwyczajnego i dyrektora w Instytucie Nauk o Ziemi na Wydziale Nauk Przyrodniczych Uniwersytetu Śląskiego w Katowicach.
Piastowała funkcję prodziekana  na Wydziale Nauk o Ziemi Uniwersytetu Śląskiego.

## Publikacje
- 2006: Synoptyczne uwarunkowania dni ekstremalnych pod względem termicznym w Małopolsce[1]
- 2009: Variability of selected extreme meteorological events in Poland[1]
- 2009: Long-term precipitation variability on thunderstorm days in Poland (1951–2000)[1]
- 2011: The influence of atmospheric circulation on the type of precipitation (Kraków, southern Poland)[1]